# Sokółka (ville)
Pour les articles homonymes, voir Sokółka.
Sokółka est une ville polonaise de la voïvodie de Podlachie et du powiat de Sokółka. Elle est le siège de la gmina de Sokółka ; elle s'étend sur 18,59 km2 et comptait 18.532 habitants en 2011.

## Histoire
Village, puis à partir de 1609, ville du Grand Duché de Lituanie faisant partie de la Pologne, Sokółka passe sous la domination russe, à la suite des partages du royaume de Pologne et guerres napoléoniennes, en 1807 pour devenir un chef-lieu du district du même nom dans le gouvernement (gubernia en russe) de Grodno.
En 1862 la bourgade voit arriver le chemin de fer reliant Vienne à Saint-Pétersbourg via Varsovie. En 1878 la localité compte 3431 habitants dont 411 orthodoxes ( Biélorusses ou Russes ), 1433 catholiques ( Polonais ) et 1543 Juifs. Lieu de marché hebdomadaire, de trois foires annuelles, ses habitants vivent de la tannerie, du petit commerce et d'artisanat.
En 1918 la ville devient polonaise alors qu'en 1939 les Soviétiques l'occupent en vertu des accords Hitler-Staline. À partir de 1941 les nazis enferment les Juifs de la ville et des environs dans le ghetto avant de les anéantir.
En 1945 elle redevient polonaise.

## Miracle eucharistique de Sokółka
Le 12 octobre 2008, une hostie consacrée tombe par terre durant la communion de la messe de 8h30 à laquelle 200 personnes assistent dans l'église Saint-Antoine de Sokółka (pl). A la fin de la célébration, elle est mise dans un récipient d'eau qui est placé dans le coffre-fort de la sacristie. Le dimanche 19 octobre 2008, une tache "rouge intense" est découverte au centre de l'hostie.
Le 30 mars 2009, une commission d'experts est réunie, dont deux professeurs de médecine à la faculté de Białystok. Travaillant indépendamment et sans connaitre l'origine des échantillons, les deux experts identifient la tache rouge à un tissu du myocarde (tissu cardiaque) d'une personne vivante en grand danger ou à l'agonie. Le sang prélevé est identifié à celui du miracle de Lanciano et du Linceul de Turin. Les fibres musculaires sont entrelacées avec celles du pain d'une façon qu'il ne serait pas possible de reproduire, ceci étant analysé notamment à l'aide d'un criblage électronique par transmission.
L'archevêché de Białystok déclare que « l'événement de Sokółka n'est pas contraire à la foi de l'Église, mais la confirme ». L'église paroissiale est élevée au rang de collégiale en avril 2009, puis de sanctuaire en 2017. Le miracle de Sokółka fait partie d'un documentaire de 2018 du Dicastère pour la communication du Saint-Siège sur les miracles eucharistiques.

## Personnalités
L'actrice française d'origine polonaise Esther Gorintin est native de Sokółka.

## Sources